# Aloe integra
Aloe integra är en grästrädsväxtart som beskrevs av Gilbert Westacott Reynolds. Aloe integra ingår i släktet Aloe och familjen grästrädsväxter. Inga underarter finns listade i Catalogue of Life.